# 纪尧姆一世 (亚该亚)
纪尧姆一世·德尚普利特 （法語：Guillaume Ier de Champlitte；1160年代-1209年）是一名来自法国勃艮第的骑士，他参加了第四次十字军东征（1203-1204），并在希腊摩里亚（伯罗奔尼撒半岛）建立了亚该亚亲王国，成为其首任亲王（1205-1209年在位）。

## 早年生活与参加第四次十字军
纪尧姆出身于尚普利特-蓬塔耶家族，是勃艮第子爵厄德一世（香槟伯爵于格一世的私生子）的次子，他的母亲名叫西比拉（Sybille） 。参加十字军之前，纪尧姆结过三次婚，第一次是和来自默尔索的贵族女性阿历克西（Alais）；1196年，他曾在妻子的同意下，把自己的财产捐给了欧布里沃的熙笃会修道院，以之为自己刚死去的弟弟于格的灵魂祈福。同年，他又与来自蒙圣让的名叫伊莎贝拉的女子结婚，但因婚姻无效而分居；1199年，他最终与布列讷伯爵埃拉尔二世之子阿尔芒松河畔帕西领主纪尧姆·德布列讷的遗孀，出身库特奈家族的厄斯塔谢（法语：Eustachie）结婚。
1200年9月，纪尧姆与长兄，已继承勃艮第子爵之位的厄德二世一起在西托修道院宣誓加入第四次十字军东征。1203年4月攻占扎拉（今克罗地亚扎达尔）后，教皇英诺森三世将整个远征军逐出教门，作为十字军的领袖之一，他在佛兰德伯爵鲍德温九世、布卢瓦与沙特尔伯爵路易一世及圣波勒伯爵于格四世写给教皇的求情信上签名；信中，他们恳求教皇不要处罚十字军的领袖蒙菲拉特的博尼法斯，后者曾为了保持十字军的团结，拒绝公布教皇的谴责诏书。
1204年4月13日，十字军攻克了拜占庭帝国的首都君士坦丁堡，5月16日，佛兰德伯爵鲍德温九世被选为皇帝，举行了隆重的加冕仪式，称鲍德温一世，史称拉丁帝国。同月，纪尧姆的长兄厄德二世阵亡，纪尧姆选择跟随受封为塞萨洛尼基国王，成为新皇帝附庸的博尼法斯征战。

## 建立亚该亚亲王国
根据各方签订的瓜分条约《罗马帝国土地的分割》，威尼斯共和国获得伯罗奔尼撒半岛等大片领地的占领权。但1205年初，纪尧姆的老朋友，法国十字军战士戈弗雷·德维尔阿杜因来到博尼法斯设在纳夫普利翁的营地，他已占领了伯罗奔尼撒南部麦西尼亚地区的一部分，试图说服博尼法斯进攻半岛的其他地区；又以摩里亚的富裕引诱纪尧姆，承诺事成之后让纪尧姆做领主，成功说服他加入这一计划。博尼法斯也被说服，于是允许纪尧姆去征服伯罗奔尼撒，并册封他为自己的附庸。戈弗雷也向纪尧姆宣誓效忠，以他们的私兵加上博尼法斯拨给他们的一百名骑士，二人开始进军伯罗奔尼撒。
二人从纳夫普利翁出发，向北前往科林斯，沿着海岸到达帕特雷湾，并夺取帕特雷城及其城堡。之后沿海岸行军，到达安德拉维达，当地的官员、民众都出来迎接他们，牧师也带着十字架与圣像出城，当地人随后承认纪尧姆是他们的新君主。随着该城投降，他们轻松占领伊利亚地区。只要不反抗，纪尧姆就承认当地人的土地所有权、习俗与特权。

中世纪伯罗奔尼撒半岛地图

坚固的阿尔卡迪亚堡垒（今基帕里西亚）是十字军进军路上遇见的第一个大障碍，他们暂时无法攻陷堡垒，于是绕过该城，转而攻陷莫顿（今迈索尼）。但来自来自尼克里（特基亚）、韦利戈斯蒂、拉刻代蒙尼亚的希腊人以及半岛南部塔伊耶托斯山脉的梅林戈伊斯拉夫人部落组成一支联军，力图抵挡二人的进攻。一个名叫米海尔的人前来支援，并成为这支部队的领袖，学者们一般认为这个米海尔就是伊庇鲁斯专制国的开国之君米海尔·科穆宁·杜卡斯（1205-1215年在位）。纪尧姆闻讯则开始修复莫顿的防御工事，准备防御。双方的决战发生在1205年夏季，史称昆图拉斯橄榄树林战役。此战中，装备更好、作战纪律严明的十字军以少胜多，大败敌军。战后，米海尔逃离战场，纪尧姆军快速攻下科罗尼要塞，迫使卡拉马塔城投降。

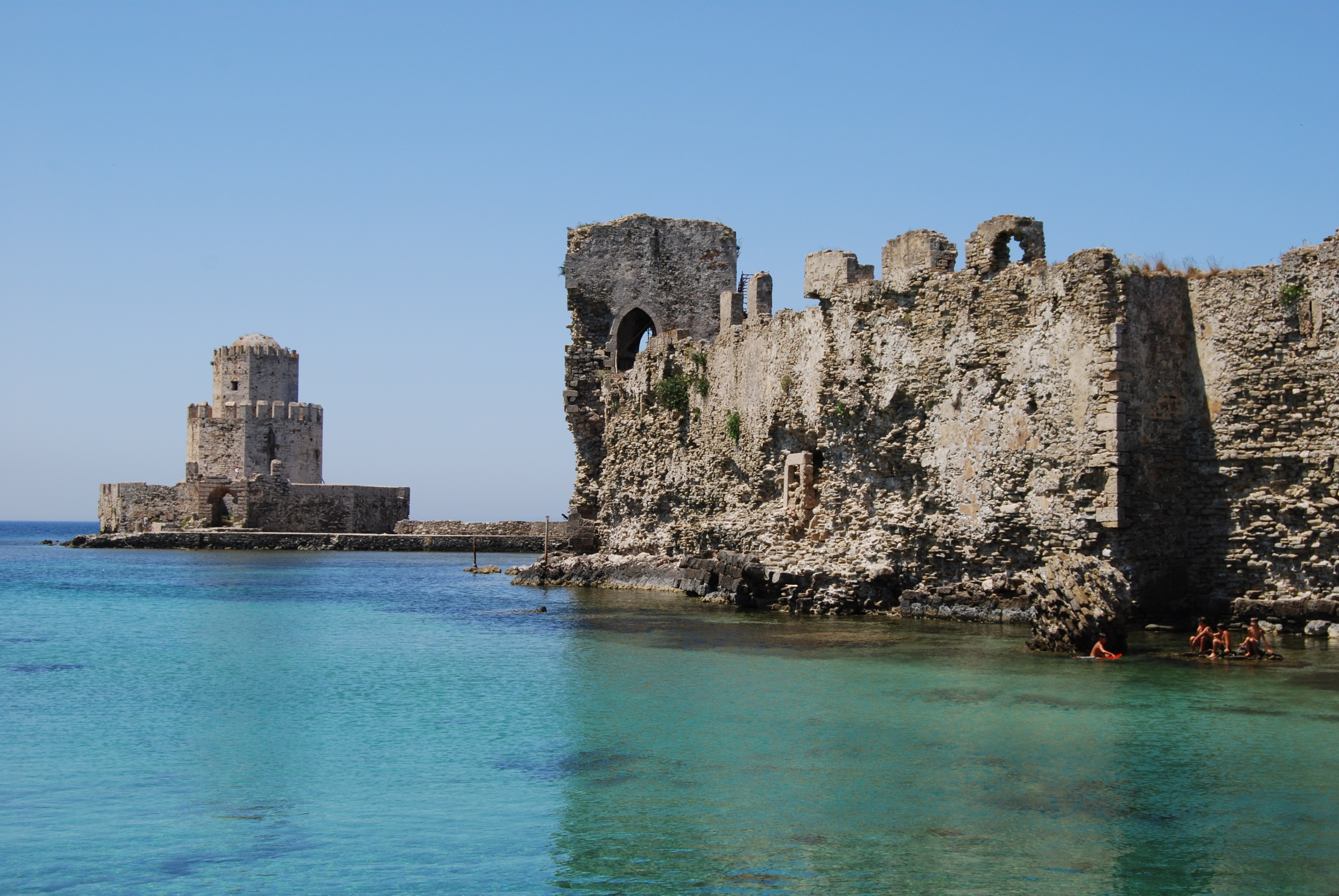
莫顿的防御工事

伯罗奔尼撒半岛并没有被他们彻底占领，利奥·斯古罗斯仍控制着纳夫普利翁、阿尔戈斯和科林斯卫城，不过纪尧姆还是在1205年自称“亚该亚亲王”。这个名称来源于他们最先占领的地区——位于半岛西北部的亚该亚地区，不过这一头衔仍然代表对整个半岛的统治权。1205年11月19日，教皇英诺森三世在寄给拉丁礼君士坦丁堡宗主教多马·莫罗西尼的信中，称纪尧姆·德尚普利特是“全亚该亚省的亲王（拉丁语：princeps totius Achaiae provincie）”。
出于控制意大利-君士坦丁堡航線安全目的，威尼斯共和国随后以《罗马帝国土地的分割》这一条约为依据，声索拉丁帝国授予他们的领地，于1206年初出兵从亚该亚手里夺走莫顿（今迈索尼）和科罗尼两个重要港口。

## 死亡与继承
1209年，纪尧姆一世决意返回法国，继承在勃艮第和弗朗什-孔泰的家族领地。他委托侄子于格在亚该亚摄政，但不久后，纪尧姆在回国途中去世，于格不久也去世。戈弗雷·德维尔阿杜因施展手段，拒绝了纪尧姆的另一个侄子罗贝尔提出的继承要求，随后自称亚该亚亲王，并于1209年得到了拉丁帝国皇帝亨利一世的承认，而且从此不再从属于塞萨洛尼基王国，成为帝国的直接附庸，还得到了总管的头衔。
在法国国内，纪尧姆的后代被称为尚普利特-蓬塔耶家族。他的儿子纪尧姆二世继承了大部分家族领地，包括第戎子爵爵位以及在索恩河畔蓬塔耶、索恩河畔马克西利、翁热、索恩河畔厄耶的领地，随后四个世纪，他的后代都是勃艮第公爵领地中的一支重要贵族。

## 婚姻与后代
他在第一段婚姻中和来自默尔索的贵族女性阿历克西（Alais）结婚，没有后代。1196年，他又与来自蒙圣让的名叫伊莎贝拉的女子结婚，1199年，两人离婚，没有后代。随后他与布列讷伯爵埃拉尔二世之子阿尔芒松河畔帕西领主纪尧姆·德布列讷的遗孀，出身库特奈家族的厄斯塔谢（法语：Eustachie）结婚，二人育有三名子女：
- 纪尧姆二世·德尚普利特（Guillaume II de Champlitte，？-约1271或1273年），继承父亲在法国的领地，第戎子爵、索恩河畔蓬塔耶、索恩河畔马克西利、翁热、索恩河畔厄耶等地领主。
- 厄德三世·德尚普利特（Eudes III de Champlitte，？-约1250年），拉马什领主，无嗣。
- 伊丽莎白·德尚普利特（Élisabeth de Champlitte，？-1244年之后），嫁给格朗塞领主厄德三世·德格朗塞，育有儿子。

## 引用
1. ↑  Runciman 1978，第126頁
2. ↑  Longnon 1969, p. 239.
3. 1 2  Evergates 2007, p. 220.
4. ↑  Bouchard 1987, p. 121.
5. 1 2  Cawley, chap. 6. Burgondy Nobility, C. Vicomtes de Dijon
6. ↑  Runciman 1978，第115頁
7. ↑  Andrea 2000, pp. 54-56.
8. ↑  Runciman 1978，第111頁
9. ↑  Andrea 2000, p. 55.
10. ↑  Fine 1994，第62頁
11. ↑  Runciman 1978，第124-125頁
12. ↑  Ernest Petit, Histoire des ducs de Bourgogne de la race capétienne, 1888
13. 1 2  Runciman 1978，第125頁
14. ↑  Setton 1976，第16頁
15. 1 2 3 4  Fine 1994，第69頁
16. ↑  Longnon 1969, p. 237.
17. 1 2 3 4 5 6 7 8 9 10 11 12 13  Setton 1976，第25頁
18. 1 2 3 4  Fine 1994，第70頁
19. ↑  Miller 1908，第38頁.
20. ↑  Bon 1969，第60–61頁.
21. ↑  Runciman 1978，第124頁
22. ↑  Setton 1976，第26頁
23. 1 2  Fine 1994，第71頁
24. ↑  Setton 1976，第16頁 1976, p. 33.
25. 1 2  Setton 1976，第34頁
26. ↑  Bon 1968，第64頁
27. ↑  Setton 1976，第33-34頁
28. ↑  Fine 1994，第72頁
29. ↑  . fmg.ac.   [2021-04-06]. （原始内容存档于2017-11-07）.

## 延伸阅读
- Finley Jr, John H. "Corinth in the Middle Ages. （页面存档备份，存于）" Speculum, Vol. 7, No. 4. (Oct., 1932), pp. 477–499.
- Tozer, H. F. "The Franks in the Peloponnese. （页面存档备份，存于）" The Journal of Hellenic Studies, Vol. 4. (1883), pp. 165–236.
- Eudes Le Champenois Champlitte （页面存档备份，存于） in Medieval Lands. A prosopography of medieval European noble and royal families （页面存档备份，存于）

| 統治者頭銜 | 統治者頭銜           | 統治者頭銜          |
| ---------- | -------------------- | ------------------- |
| 新頭銜     | 亚该亚亲王 1205–1209 | 繼任者： 戈弗雷一世 |